# 海關總部大樓
海關總部大樓（英語：Customs Headquarters Building）位於香港香港島北角渣華道222號，是香港海關的總部大樓。

## 歷史
大樓於1989年開始計劃興建。1998年，香港海關與規劃署諮詢臨時東區區議會意見。2002年6月，政府向立法會工商事務委員會提交立件，建議斥資13億5200萬港元興建海關總部大樓。2006年，立法會保安事務委員會通過興建大樓，費用削減至10億7000萬港元。工程亦會將北角馬寶道垃圾收集站重置。大樓於2007年10月8日舉行奠基禮，並由財政司司長曾俊華、建築署署長余熾鏗、香港海關關長袁銘輝與副關長黃秀培主持，由建築署外判給予關善明建築師設計，2011年2月21日正式啟用，並由行政長官曾蔭權、中華人民共和國海關總署副署長兼廣東分署主任呂濱、中聯辦副主任郭莉、保安局局長李少光、商務及經濟發展局局長劉吳惠蘭以及香港海關關長袁銘輝主持開幕儀式。

## 設計
海關總部大樓樓高32層，佔地約2944平方米，樓面面積約41,000平方米，並增設了介紹香港海關歷史的展覽廳及圖書館等設施。

## 圖片

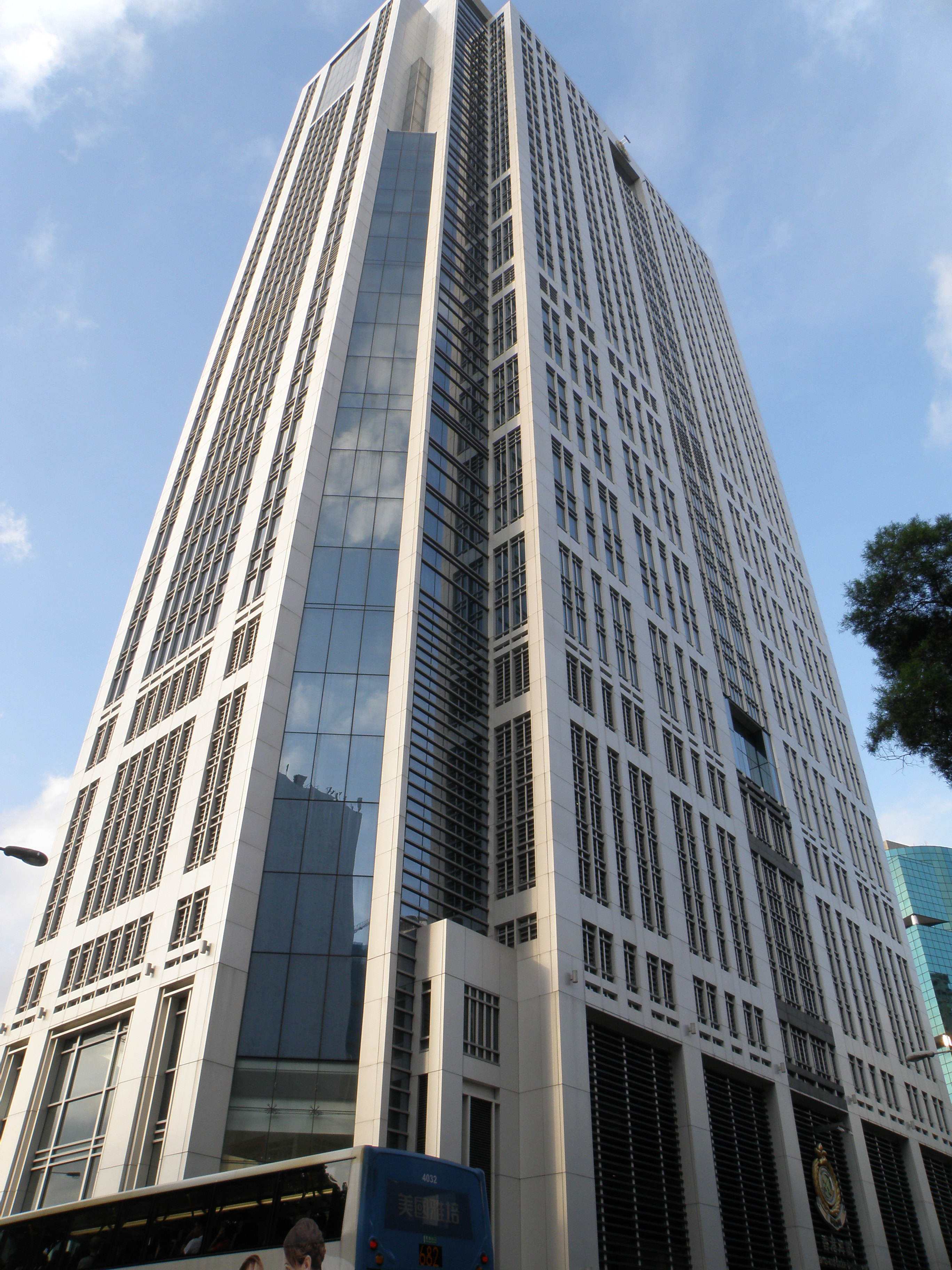
從西南方近攝
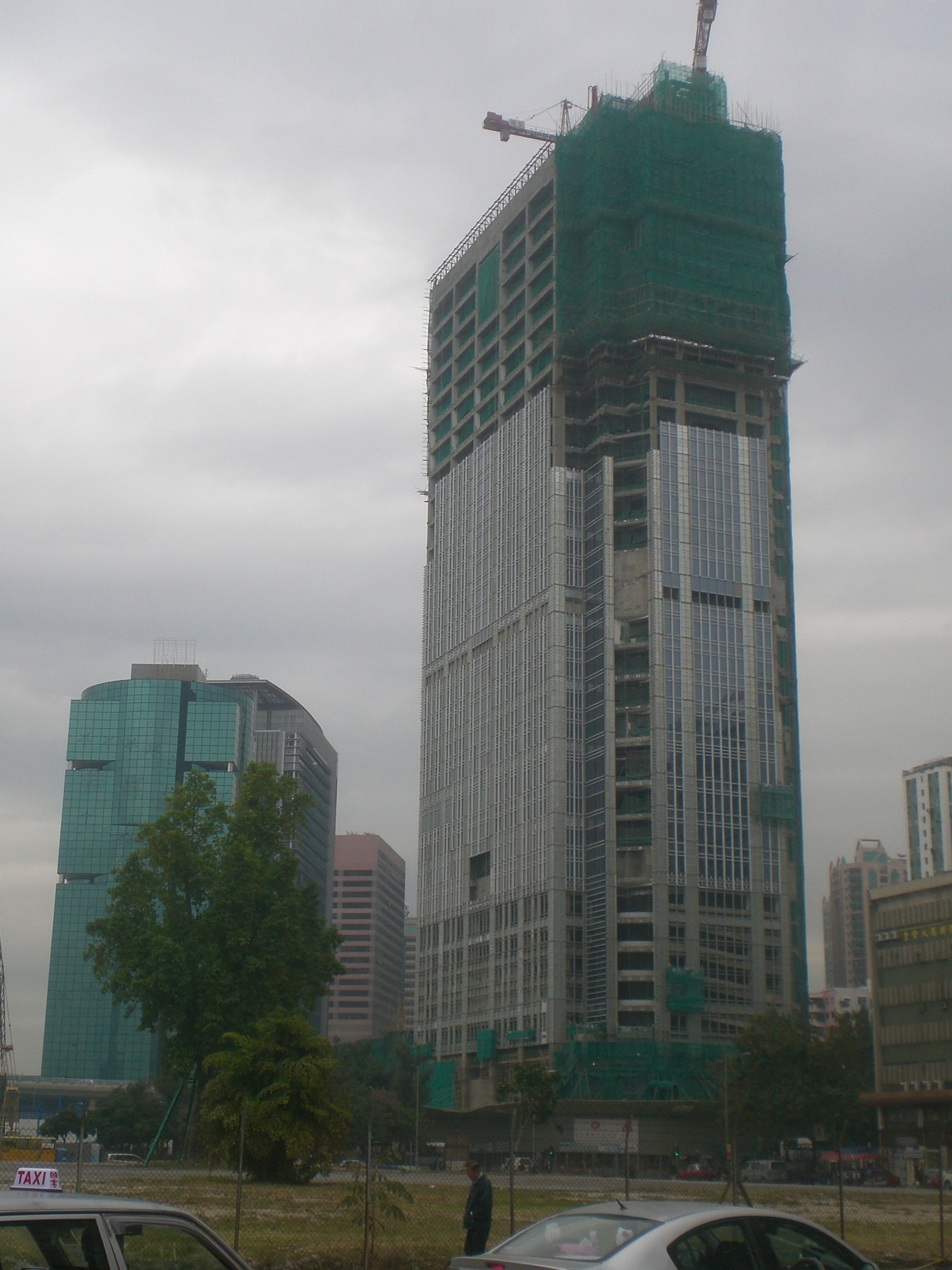
建築中的北角海關總部大樓（2010年1月）